# Гюмюрджинська республіка
Гюмюрджи́нська республіка (осм. غربی تراقیا حكومت موقته‌سی — Garbî Trakya Hükûmet-i Muvakkatesi — Гарбі Трак'я Хюкуметі Муваккатесі, тур. Batı Trakya Geçici Hükûmeti — Бати Трак'я Гечіджі Хюкюметі), також внаслідок офіційного перейменування відома як Незалежний уряд Західної Фракії (осм. Гарбі Трак'я Хюкуметі Мюстакілесі, тур. Бати Трак'я Баимсиз Хюкюметі) — невелике самопроголошене державне утворення мусульман Західної Фракії, яке існувало восени 1913 року на території балканської області Фракія. Столиця — місто Комотіні (раніше турецькою називалося Гюмюрджина , від чого і з'явилася назва республіки). Територія колишньої республіки після 1922 року увійшла до складу незалежної Греції, проте більшість мусульманського населення регіону (на той час близько 80 тисяч осіб) зберігається і по наш час[коли?] (див. мусульмани у Греції). Загалом вказана мусульманська республіка проіснувала 56 днів (з 31 серпня 1913 року по 25 жовтня 1913 року).

## Історія
У кінці XIX — поч. XX ст., Західна Фракія стала об'єктом зазіхань зі сторони незалежних Болгарії та Греції (див. Велика ідея Венізелоса та Енозіс). Під час Балканських війн 1912—1913 рр. союзники домоглися значних успіхів у боротьбі з Туреччиною, хоча їх дії у Західній Фракії зустріли потужний опір з боку місцевого мусульманського населення, яке здійняло повстання. У результаті таких дій утворилася Гюмюрджинська республіка площею 8 578 км², яка проіснувала з 31 серпня по 25 жовтня 1913 року та центром якої стало сучасне місто Комотіні (Греція). Місцеві мусульмани (переважно турки, а також ісламізовані болгари-помаки, цигани, мегленорумуни та греки) прагнули повернутися до складу Туреччини. З мусульманами співробітничали також представники єврейських громад (ладіно). Одначе територію Гюмюбрджинської республіки під свій одноосібний контроль взяла Болгарія, оскільки православні болгари становили тут біля третини населення (близько 60 тисяч), для порівняння православних греків у регіоні було менше 30 тисяч. У 1922 році, після поразки Греції у війні, Західна Фракія, стала єдиною територією переданою Греції, бо місцеві мусульмани віддали перевагу Греції, яку вони вважали культурно ближчою до Сходу, ніж, як їм здавалося, проєвропейська Болгарія. Східна Фракія та місто Константинополь були остаточно віддані Туреччині. Усе грецьке населення Східної Фракії за винятком Стамбула, змушене було переселитися за річку Мариця. У той же час, західні держави дозволили західнофракійським мусульманам яких тоді налічувалося 86 тисяч залишитися на місцях свого традиційного проживання, при цьому православне болгарське населення було виселене у Болгарію. Частка греко-православного населення Західної Фракії після масової імміграції грецького етносу з територій Східної Фракії та Анатолії зросла з 17% до 67%, а мусульманського зменшилася до 29%.

## Населення
Гюмюрджинська республіка займала більшу частину території Західної Фракії і фактично у ній проживало близько 234 700 мешканців, абсолютну більшість з яких складали мусульмани. При цьому категорія мусулмани тоді розглядалася як національність, попри те, що власне турецьку мову вважали рідною трохи більше половини мусульман Гюмюрджини, біля третини — помаки, розмовляли болгарською, а решта населення мали циганське, мегленорумунське, грецьке походження. При цьому практично всі мусульмани і християни республіки володіли турецькою мовою, проте більшість не вважали її рідною.

## Ресурси Інтернету
- Batı Trakya Bağımsız Hükümeti Tarihi [Архівовано 12 січня 2013 у Wayback Machine.]

| Історія | Це незавершена стаття з історії. Ви можете допомогти проєкту, виправивши або дописавши її. |